# Daffy à votre service
Pour plus de détails, voir Fiche technique et Distribution.
Daffy à votre service ou Un gros rat (Daffy Rents) est un court métrage américain Looney Tunes de 1966 réalisé par Robert McKimson, mettant en scène Speedy Gonzales contre Daffy Duck.